# اسم مشمول
الاسم المشمولا في اصطلاح أهل اللغة، هو الاسم الدال على معنى أخص من المعنى الأعم الذي يدل عليه اسم آخر، ويسمى هذا الاسم شاملا.
للاسم المشمول أسماء أخرى، منها اللفظ الأخص والماتَحت والقسم والمتواطئ وهذا الأخير من اصطلاح أهل التفسير. الاسم المشمول والاسم الشامل يسميان في علم المنطق الجزئي والكلي، أما اسم الجزء واسم الكل فيسميان الجزء والكل.
الشمول المعنوي هو علاقة الاسم الشامل بالاسم المشمول.

## أمثلة
- ﴿مَنْ كَانَ عَدُوًّا لِلَّهِ وَمَلَائِكَتِهِ وَرُسُلِهِ وَجِبْرِيلَ وَمِيكَالَ فَإِنَّ اللَّهَ عَدُوٌّ لِلْكَافِرِينَ ۝٩٨﴾ (سورة البقرة)، اسم الملائكة شامل واسما جبريل وميكال مشمولاه.[8]
- لفظ «اسم» مشمول بذاته. ذلك باعتبارين. الاعتبار الأول أن يقصد به قسم من أقسام الكلام الثلاثة — الحرف والفعل والاسم؛ أما الاعتبار الثاني فبتقسيم هذا القسم الأخير إلى أربعة أقسام أخرى هي الظرف والصفة والمصدر والاسم. الاسم بالتعريف الأعم هو الكلمة التي ليست فعلا ولا حرفا، وبالتعريف الأخص هو الكلمة التي ليست فعلا ولا حرفا ولا ظرفا ولا مصدرا ولا صفة.[9]